# Prefettura autonoma tujia e miao di Xiangxi
La prefettura autonoma tujia e miao di Xiangxi (in cinese: 湘西土家族苗族自治州, pinyin: Xiāngxī Tǔjiāzú Miáozú Zìzhìzhōu) è una prefettura autonoma della provincia dello Hunan, in Cina.

## Suddivisioni amministrative
- Jishou
- Contea di Baojing
- Contea di Fenghuang
- Contea di Guzhang
- Contea di Huayuan
- Contea di Longshan
- Contea di Luxi
- Contea di Yongshun